# Eames Office
L'Eames Office è stato un importante studio statunitense, con sede a Venice, Los Angeles, in California, di architettura e design, fondato dai coniugi Charles e Ray Eames nel 1943.

## Omaggi
- Il 17 giugno 2008 l'United States Postal Service ha distribuito una serie di 16 francobolli per celebrare il design di Charles e Ray Eames.

## Riconoscimenti (parziale)
- ADC Hall of Fame
  - 1984 - Charles Eames[1]
  - 2008 - Ray Eames[2]
- American Institute of Architects
  - 1978 - Twenty-five Year Award
- American Institute of Graphic Arts
  - 1977 - Medalist Award[3]
- Art Center College of Design
  - 1980 - 50th Anniversary Award for Distinguished Lifetime Achievement[3]* First Annual Kaufmann International Design Award
  - 1960 - First Annual Kaufmann International Design Award[3]
- First National Industrial Designers Institute Award
  - 1951 - First National Industrial Designers Institute Award[3]
- Industrial Designers Society of America
  - 1985 - The Most Influential Designer of the 20th Century
- Museum of Science & Industry, Chicago, Illinois
  - 1967 - Special Award[3]
- Royal Gold Medal
  - 1979 - Royal Gold Medal
- United States Information Agency
  - 1976 - Outstanding Service Award[3]